# Scottish League Cup 2021-2022
La Scottish League Cup 2021-22, conosciuta anche come Premier Sports Cup per motivi di sponsorizzazione, è stata la 76ª edizione della seconda più prestigiosa competizione ad eliminazione diretta della Scozia; è iniziata il 9 luglio 2021 e terminata il 19 dicembre 2021. Il St. Johnstone era la squadra campione in carica. Il Celtic ha conquistato il trofeo per la ventesima volta nella sua storia.

## Formula
La formula della competizione prevede tre turni ad eliminazione diretta e la finale, successivi ad una prima fase, con 8 gironi all'italiana da 5 squadre. Ogni squadra affronta le altre una sola volta, per un totale di 4 incontri. Si qualificano per la fase successiva le 8 squadre prime classificate e le 3 migliori seconde classificate, cui si uniscono le 5 squadre qualificate per le competizioni UEFA. Gli incontri a eliminazione diretta si svolgono in partite di sola andata, in caso di parità si procede con i tempi supplementari ed eventualmente i tiri di rigore.

### Attribuzione del punto supplementare
Nella fase a gironi, in caso di parità al termine dei tempi regolamentari, verranno battuti i tiri di rigore: a ciascuna squadra viene comunque attribuito un punto, ma alla squadra che vincerà ai tiri di rigore verrà assegnato un ulteriore punto.

## Calendario
| Turno            | Date              |
| ---------------- | ----------------- |
| Fase a gironi    | 9/25 luglio 2021  |
| 2º turno         | 14 agosto 2021    |
| Quarti di finale | 21 settembre 2021 |
| Semifinali       | 20 novembre 2021  |
| Finale           | 19 dicembre 2021  |

## Fase a gironi
Il sorteggio della fase a gironi si è svolto il 28 maggio 2021 ad Hampden Park in diretta sul canale YouTube SFPL.

### Girone A
| Squadra         | P.ti | G | V | P | S | RF | RS | DR |
| --------------- | ---- | - | - | - | - | -- | -- | -- |
| Hearts          | 12   | 4 | 4 | 0 | 0 | 8  | 0  | +8 |
| Stirling Albion | 8    | 4 | 2 | 1 | 1 | 8  | 7  | +1 |
| Inverness       | 4    | 4 | 1 | 1 | 2 | 5  | 6  | -1 |
| Cove Rangers    | 3    | 4 | 1 | 0 | 3 | 6  | 10 | -4 |
| Peterhead       | 3    | 4 | 1 | 0 | 3 | 4  | 8  | -4 |

|                 | CRa   | HEA   | INV   | PET   | STI             |
| Cove Rangers    |       |       | 3 - 1 |       | 2 - 3           |
| Hearts          | 3 - 0 |       | 1 - 0 |       |                 |
| Inverness       |       |       |       | 2 - 0 | 2 - 2 (2-3 dtr) |
| Peterhead       | 3 - 1 | 0 - 2 |       |       |                 |
| Stirling Albion |       | 0 - 2 |       | 3 - 1 |                 |

### Girone B
| Squadra      | P.ti | G | V | P | S | RF | RS | DR |
| ------------ | ---- | - | - | - | - | -- | -- | -- |
| Dundee Utd   | 12   | 4 | 4 | 0 | 0 | 9  | 1  | +8 |
| Arbroath     | 9    | 4 | 3 | 0 | 1 | 6  | 3  | +3 |
| Kelty Hearts | 6    | 4 | 2 | 0 | 2 | 8  | 5  | +3 |
| Elgin City   | 3    | 4 | 1 | 0 | 3 | 5  | 12 | -7 |
| East Fife    | 0    | 4 | 0 | 0 | 4 | 2  | 9  | -7 |

|              | ARB   | DUN   | EAS   | ELG   | KEL   |
| Arbroath     |       |       | 2 - 0 |       | 3 - 2 |
| Dundee Utd   | 1 - 0 |       |       | 6 - 1 |       |
| East Fife    |       | 0 - 1 |       | 2 - 3 |       |
| Elgin City   | 0 - 1 |       |       |       | 1 - 3 |
| Kelty Hearts |       | 0 - 1 | 3 - 0 |       |       |

### Girone C
| Squadra         | P.ti | G | V | P | S | RF | RS | DR  |
| --------------- | ---- | - | - | - | - | -- | -- | --- |
| Dundee          | 12   | 4 | 4 | 0 | 0 | 14 | 2  | +12 |
| Forfar Athletic | 8    | 4 | 2 | 1 | 1 | 6  | 5  | +1  |
| Ross County     | 6    | 4 | 2 | 0 | 2 | 5  | 7  | -2  |
| Montrose        | 4    | 4 | 1 | 1 | 2 | 4  | 6  | -2  |
| Brora Rangers   | 0    | 4 | 0 | 0 | 4 | 0  | 9  | -9  |

|                 | BRO   | DUN   | FOR   | MON             | ROS   |
| Brora Rangers   |       |       | 0 - 1 |                 | 0 - 1 |
| Dundee          | 4 - 0 |       | 5 - 2 |                 |       |
| Forfar Athletic |       |       |       | 0 - 0 (5-4 dtr) | 3 - 0 |
| Montrose        | 3 - 0 | 0 - 2 |       |                 |       |
| Ross County     |       | 0 - 3 |       | 4 - 1           |       |

### Girone D
| Squadra        | P.ti | G | V | P | S | RF | RS | DR |
| -------------- | ---- | - | - | - | - | -- | -- | -- |
| Raith Rovers   | 9    | 4 | 2 | 2 | 0 | 5  | 0  | +5 |
| Livingston     | 8    | 4 | 2 | 1 | 1 | 7  | 3  | +4 |
| Cowdenbeath    | 6    | 4 | 2 | 0 | 2 | 5  | 6  | -1 |
| Alloa Athletic | 4    | 4 | 1 | 1 | 2 | 2  | 3  | -1 |
| Brechin City   | 3    | 4 | 1 | 0 | 3 | 3  | 10 | -7 |

|                | ALL             | BRE   | COW   | LIV   | RAI             |
| Alloa Athletic |                 |       | 0 - 1 | 2 - 1 |                 |
| Brechin City   | 1 - 0           |       |       | 0 - 3 |                 |
| Cowdenbeath    |                 | 3 - 2 |       |       | 0 - 1           |
| Livingston     |                 |       | 3 - 1 |       | 0 - 0 (6-5 dtr) |
| Raith Rovers   | 0 - 0 (5-4 dtr) | 4 - 0 |       |       |                 |

### Girone E
| Squadra             | P.ti | G | V | P | S | RF | RS | DR |
| ------------------- | ---- | - | - | - | - | -- | -- | -- |
| Ayr Utd             | 10   | 4 | 3 | 1 | 0 | 7  | 0  | +7 |
| Hamilton Academical | 8    | 4 | 2 | 1 | 1 | 5  | 4  | +1 |
| Albion Rovers       | 5    | 4 | 0 | 3 | 1 | 4  | 8  | -4 |
| Edinburgh           | 4    | 4 | 1 | 1 | 2 | 4  | 5  | -1 |
| Falkirk             | 3    | 4 | 1 | 0 | 3 | 6  | 9  | -3 |

|                  | ALB             | AYR             | EDI             | FAL   | HAM   |
| Albion Rovers    |                 | 0 - 0 (4-2 dtr) | 1 - 1 (5-4 dtr) |       |       |
| Ayr Utd          |                 |                 | 3 - 0           | 3 - 0 |       |
| Edinburgh City   |                 |                 |                 | 3 - 0 | 0 - 1 |
| Falkirk          | 5 - 1           |                 |                 |       | 1 - 2 |
| Hamilton Academ. | 2 - 2 (6-5 dtr) | 0 - 1           |                 |       |       |

### Girone F
| Squadra            | P.ti | G | V | P | S | RF | RS | DR |
| ------------------ | ---- | - | - | - | - | -- | -- | -- |
| Motherwell         | 9    | 4 | 3 | 0 | 1 | 6  | 4  | +2 |
| Queen's Park       | 7    | 4 | 2 | 1 | 1 | 3  | 2  | +1 |
| Queen of the South | 6    | 4 | 2 | 0 | 2 | 9  | 6  | +3 |
| Airdrieonians      | 6    | 4 | 1 | 2 | 1 | 4  | 5  | -1 |
| Annan Athletic     | 2    | 4 | 0 | 1 | 3 | 3  | 8  | -5 |

|                   | AIR             | ANN             | MOT   | QSO   | QUE   |
| Airdrieonians     |                 | 1 - 1 (4-5 dtr) | 2 - 0 |       |       |
| Annan Athletic    |                 |                 |       | 1 - 3 | 1 - 2 |
| Motherwell        |                 | 2 - 0           |       | 3 - 2 |       |
| Queen of the Sou. | 4 - 1           |                 |       |       | 0 - 1 |
| Queen's Park      | 0 - 0 (3-4 dtr) |                 | 0 - 1 |       |       |

### Girone G
| Squadra         | P.ti | G | V | P | S | RF | RS | DR |
| --------------- | ---- | - | - | - | - | -- | -- | -- |
| Kilmarnock      | 8    | 4 | 2 | 1 | 1 | 5  | 6  | -1 |
| Stranraer       | 6    | 4 | 2 | 0 | 2 | 5  | 3  | +2 |
| Greenock Morton | 6    | 4 | 1 | 2 | 1 | 3  | 5  | -2 |
| East Kilbride   | 5    | 4 | 1 | 2 | 1 | 5  | 3  | +2 |
| Clyde           | 5    | 4 | 1 | 1 | 2 | 5  | 6  | -1 |

|                 | CLY             | EAS             | GRE             | KIL   | STR   |
| Clyde           |                 |                 |                 | 1 - 2 | 1 - 0 |
| East Kilbride   | 2 - 2 (3-4 dtr) |                 |                 | 3 - 0 |       |
| Greenock Morton | 2 - 1           | 0 - 0 (5-4 dtr) |                 |       |       |
| Kilmarnock      |                 |                 | 1 - 1 (4-3 dtr) |       | 2 - 1 |
| Stranraer       |                 | 1 - 0           | 3 - 0           |       |       |

### Girone H
| Squadra         | P.ti | G | V | P | S | RF | RS | DR  |
| --------------- | ---- | - | - | - | - | -- | -- | --- |
| St. Mirren      | 12   | 4 | 4 | 0 | 0 | 9  | 1  | +8  |
| Dunfermline     | 9    | 4 | 3 | 0 | 1 | 13 | 5  | +8  |
| Partick Thistle | 6    | 4 | 2 | 0 | 2 | 6  | 7  | -1  |
| Stenhousemuir   | 3    | 4 | 1 | 0 | 3 | 5  | 10 | -5  |
| Dumbarton       | 0    | 4 | 0 | 0 | 4 | 2  | 12 | -10 |

|                 | DUM   | DUN   | PAR   | STM   | STE   |
| Dumbarton       |       |       |       | 0 - 3 | 1 - 2 |
| Dunfermline     | 5 - 1 |       |       |       | 4 - 1 |
| Partick Thistle | 2 - 0 | 2 - 4 |       |       |       |
| St. Mirren      |       | 1 - 0 | 2 - 0 |       |       |
| Stenhousemuir   |       |       | 1 - 2 | 1 - 3 |       |

### Migliori seconde classificate
Le migliori 3 squadre seconde classificate accedono al secondo turno della competizione.
| Gru. | Squadra             | Pt | G | V | N | P | GF | GS | DR |
| ---- | ------------------- | -- | - | - | - | - | -- | -- | -- |
| H    | Dunfermline         | 9  | 4 | 3 | 0 | 1 | 13 | 5  | +8 |
| B    | Arbroath            | 9  | 4 | 3 | 0 | 1 | 6  | 3  | +3 |
| D    | Livingston          | 8  | 4 | 2 | 1 | 1 | 7  | 3  | +4 |
| A    | Stirling Albion     | 8  | 4 | 2 | 1 | 1 | 8  | 7  | +1 |
| C    | Forfar Athletic     | 8  | 4 | 2 | 1 | 1 | 6  | 5  | +1 |
| E    | Hamilton Academical | 8  | 4 | 2 | 1 | 1 | 5  | 4  | +1 |
| F    | Queen's Park        | 7  | 4 | 2 | 1 | 1 | 3  | 2  | +1 |
| G    | Stranraer           | 6  | 4 | 2 | 0 | 2 | 5  | 3  | +2 |

## Secondo Turno
Prendono parte a questo turno le prime classificate dei gironi e le tre migliori seconde. Le cinque squadre qualificate alle competizioni UEFA entrano nella competizione in questo turno. Il sorteggio è avvenuto il 25 luglio 2021.
In grassetto le squadre che entrano in questo turno.
| Teste di serie | Non teste di serie |
| -------------- | ------------------ |
| Aberdeen       | Arbroath           |
| Celtic         | Ayr Utd            |
| Dundee         | Dunfermline        |
| Dundee Utd     | Hearts             |
| Hibernian      | Kilmarnock         |
| Rangers        | Livingston         |
| St. Johnstone  | Motherwell         |
| St. Mirren     | Raith Rovers       |

### Risultati
| Squadra 1      | Risultato       | Squadra 2     |
| -------------- | --------------- | ------------- |
| 13 agosto 2021 |                 |               |
| Rangers        | 5 – 0           | Dunfermline   |
| 14 agosto 2021 |                 |               |
| Ayr Utd        | 1 – 1 (3-4 dtr) | Dundee Utd    |
| Dundee         | 1 – 0           | Motherwell    |
| Livingston     | 1 – 1 (4-3 dtr) | St. Mirren    |
| 15 agosto 2021 |                 |               |
| Raith Rovers   | 2 – 1           | Aberdeen      |
| Arbroath       | 2 – 2 (2-3 dtr) | St. Johnstone |
| Hibernian      | 2 – 0           | Kilmarnock    |
| Celtic         | 3 – 2           | Hearts        |

## Quarti di finale
Il sorteggio è stato effettuato il 15 agosto 2021.
| Squadra 1         | Risultato | Squadra 2     |
| ----------------- | --------- | ------------- |
| 22 settembre 2021 |           |               |
| Dundee            | 0 – 2     | St. Johnstone |
| Rangers           | 2 – 0     | Livingston    |
| 23 settembre 2021 |           |               |
| Celtic            | 3 – 0     | Raith Rovers  |
| Dundee Utd        | 1 – 3     | Hibernian     |

## Semifinali
Il sorteggio è stato effettuato il 23 settembre 2021.
| Squadra 1        | Risultato | Squadra 2     |
| ---------------- | --------- | ------------- |
| 20 novembre 2021 |           |               |
| Celtic           | 1 – 0     | St. Johnstone |
| 21 novembre 2021 |           |               |
| Rangers          | 1 – 3     | Hibernian     |

## Finale
| Arbitro: | John Beaton |

|            |           |                    |
| Hanlon 51’ | Marcatori | 52’, 72’ Furuhashi |